# Faune en Floride

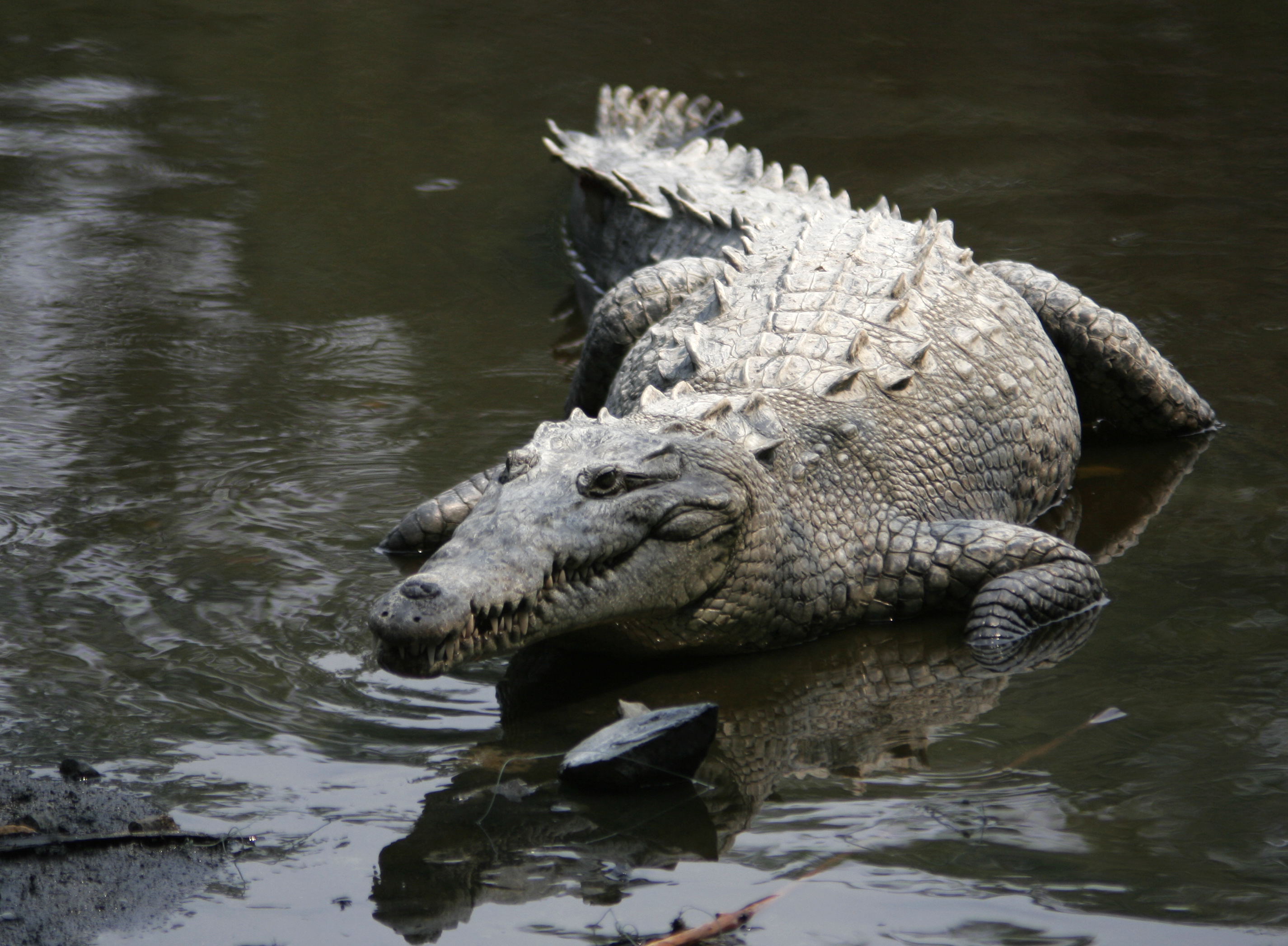
Crocodile américain.

La Floride compte 141 espèces de reptiles et d’amphibiens, 250 espèces de poissons, 498 espèces d'oiseaux dont 179 espèces qui nichent en Floride, et 1 500 espèces de vertébrés.

## Description

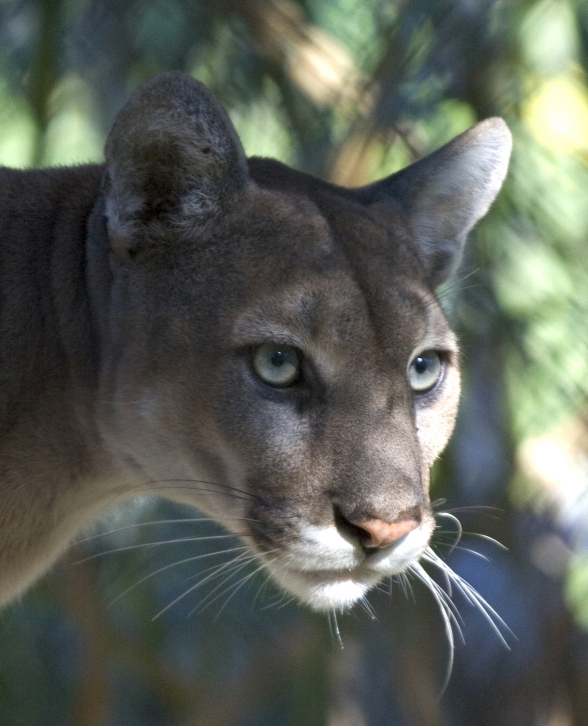
Panthère de Floride dans les Everglades.

Grâce à la présence de nombreuses zones humides (Everglades, etc.), son climat chaud, ses îles et ses récifs coralliens, la Floride regorge de nombreux biotopes qui permettent à une faune spécifique de s'y développer. La mangrove accueille par exemple le pélican blanc d'Amérique, le balbuzard pêcheur, le cormoran et le pygargue à tête blanche. Le raton laveur se nourrit des coquillages. Les crabes violonistes se cachent dans le sol à marée basse en favorisant l'oxygénation du sol bénéfique pour les arbres. La faune de Floride attire de nombreux touristes notamment dans le parc national des Everglades mais aussi dans les parcs de Biscayne et de Dry Tortugas. L'alligator d'Amérique, qui peut atteindre près de quatre mètres, peuple de nombreux lacs de l'État ; plus rare, le crocodile américain évolue au sud de la Floride. La panthère de Floride est également devenue très rare et est menacée comme de nombreuses espèces.
Grâce à la présence de nombreuses zones humides et à son climat chaud, la Floride abrite également de nombreux insectes et notamment les moustiques. De la fin du printemps jusqu'au début de l'été, plusieurs espèces de moustiques sont ainsi véritablement gênantes pour les habitants et les touristes.

## Espèces principales
Mammifères marins: grand dauphin, baleine pilote à nageoires courtes, baleine franche de l'Atlantique Nord, lamantin des Antilles
Mammifères: panthère de Floride, loutre de rivière du Nord, vison d'Amérique, lapin à queue blanche, lapin des marais, raton laveur, mouffette rayée, écureuil, cerf de Virginie, cerf des Keys (endémique), lynx roux, renard roux, renard gris, coyote, ours noir de Floride (la population est passée d'un minimum historique de 300 dans les années 1970 à 3 000 en 2011), tatou à neuf bandes, opossum de Virginie, sanglier
Reptiles: serpent à dos diamant, crotale pygmée, tortue gaufrée, tortue marine verte et tortue luth, serpent indigo oriental. En 2012, il y avait environ un million d' alligators américains et 1 500 crocodiles américains.
Oiseaux : l'État est un lieu d'hivernage pour de nombreuses espèces d'oiseaux de l'est de l'Amérique du Nord : faucon pèlerin, pygargue à tête blanche, flamant américain, caracara du nord, balbuzard pêcheur, pélicans blancs et bruns, grand héron, grue, spatule rose, ibis blanc américain, ibis rouge, tantale d'Amérique, anhinga, geai à gorge blanche (endémique). Une sous-espèce de dindon sauvage, Meleagris gallopavo, à savoir la sous-espèce osceola , ne se trouve qu'en Floride . 

## Espèces protégées
L'Endangered Species Act a été voté 1976 pour protéger les espèces menacées. Actuellement, 118 espèces sont classées comme Espèce menacée
Liste des espèces protégées en Floride : 
Poissons :
- Esturgeon à museau court (Acipenser brevirostrum)
- Notropis melanostomus
- Etheostoma okalossae

Reptiles :
- Crocodile américain (Corcodylus acutus)
- Cinosterne de Baur (Kinosternon Baurii)
- Tortue verte (Chelonia mydas)
- Tortue luth (Dermochelys coriacea)
- Tortue de Kemp (Lepidochelys kempii)

Oiseaux :
- Tantale d'Amérique (Mycteria americana)
- Faucon pèlerin
- Milan des marais (Rostrhamus sociabilis)
- Bruant maritime du Cape Sable (Ammodramus maritimus mirabilis)
- Bruant Sauterelle de Floride (Ammodramus savannarum floridanus)
- Paruline de Kirtland (Dendroica kirtlandii)
- Paruline de Bachman (Vermivora bachmanii)
- Pic à bec ivoire (Campephilus principalis)

Mammifères :
- Panthère de Floride (Puma concolor coryi)
- Cerf des Keys (Odocoileus virginianus clavium)
- Sylvilagus palustris hefneri
- Oryzomys argentatus
- Neotoma floridana smalli
- Peromyscus gossypinus allapaticola
- Peromyscus polionotus allophrys
- Peromyscus polionotus phasma
- Peromyscus polionotus peninsularis
- Peromyscus polionotus trissyllepsis
- Eumops glaucinus floridanus
- Chauve-souris grise (Myotis grisescens)
- Chauve-souris de l'Indiana (Myotis sodalis)
- Microtus pennsylvanicus
- Rorqual boréal (Balaenoptera borealis)
- Rorqual commun (Balaenoptera physalus)
- Baleine franche de l'Atlantique Nord (Eubalaena glacialis)
- Baleine à bosse (Megaptera novaeangliae)
- Grand Cachalot ou Cachalot macrocéphale
- Lamantin de Floride (Trichechus manatus latirostris)

Invertébrés :
- Dendrogyra cylindricus (corail)
- Cyclargus thomasi bethunebakeri
- Heraclides aristodemus ponceanus
- Orthalicus reses (mollusque)

L'alligator d'Amérique fréquente les eaux douces marécageuses mais on le rencontre aussi dans les rivières ou les lacs. Le Crocodile américain est une espèce protégée qui compte environ 2 000 individus en Floride. Les milieux humides abritent de nombreuses espèces aquacoles (pélicans, aigle à tête blanche, balbuzard pêcheur, chouette des marais, gallinule violette d'Amérique) et d'échassiers (aigrettes neigeuses, héron cendré et grand Héron, flamants roses). Les animaux symboles de l'État sont la Panthère de Floride, le Moqueur polyglotte, l' Heliconius charithonia, l'Achigan à grande bouche, le Voilier de l'Atlantique, le Lamantin de Floride, le Marsouin et le Pleuroploca gigantea.

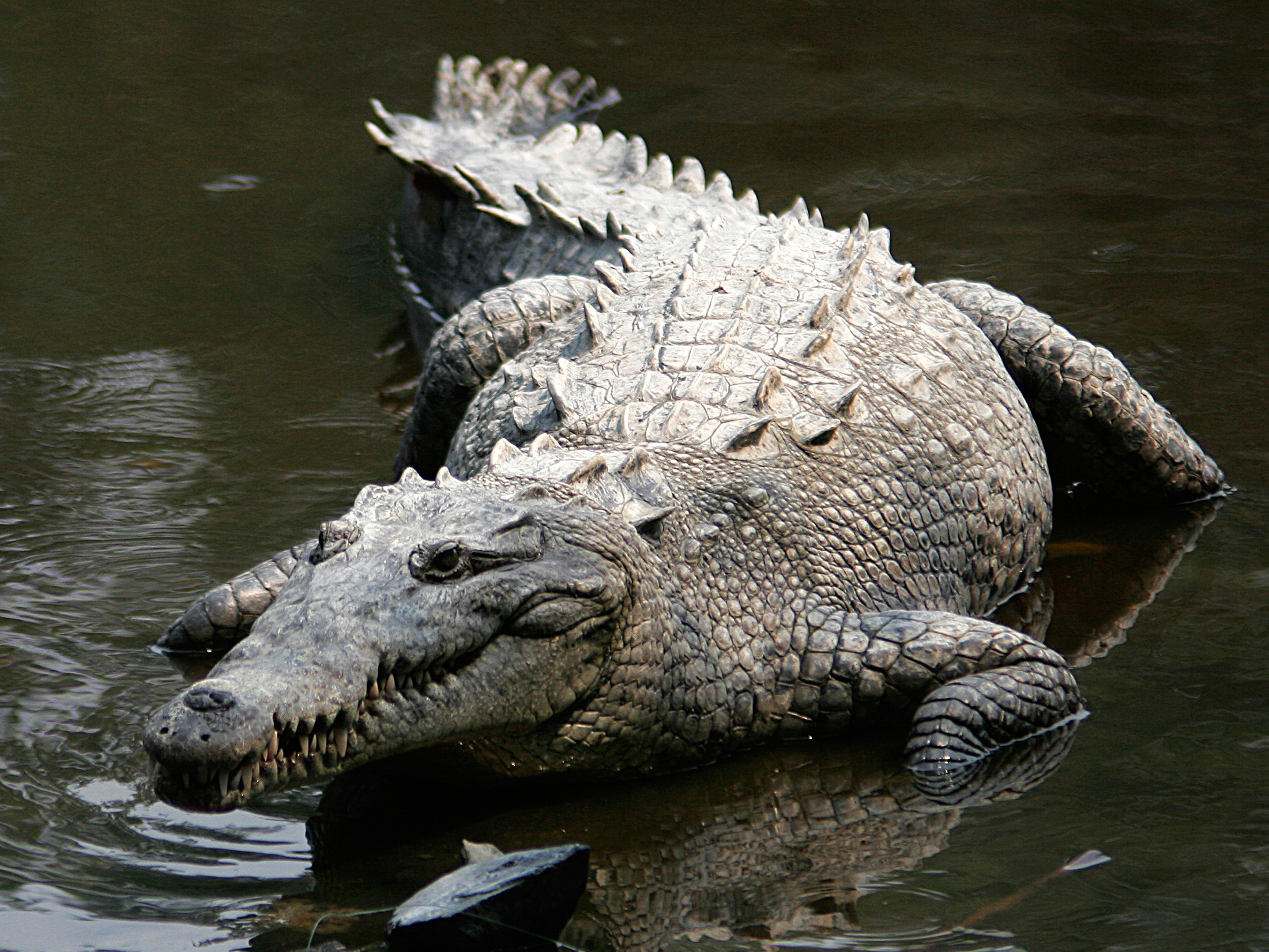
Crocodile américain
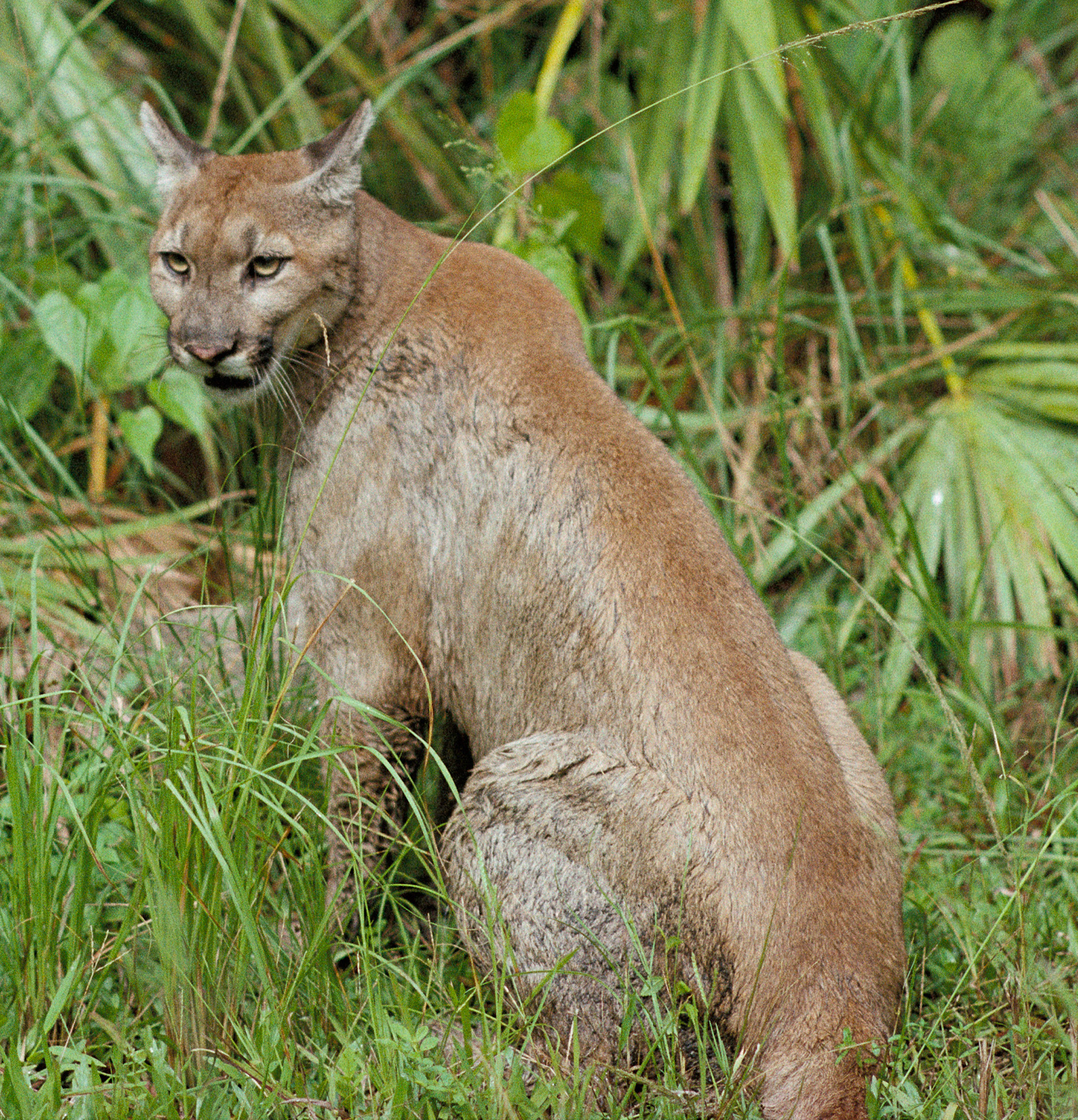
Panthère de Floride
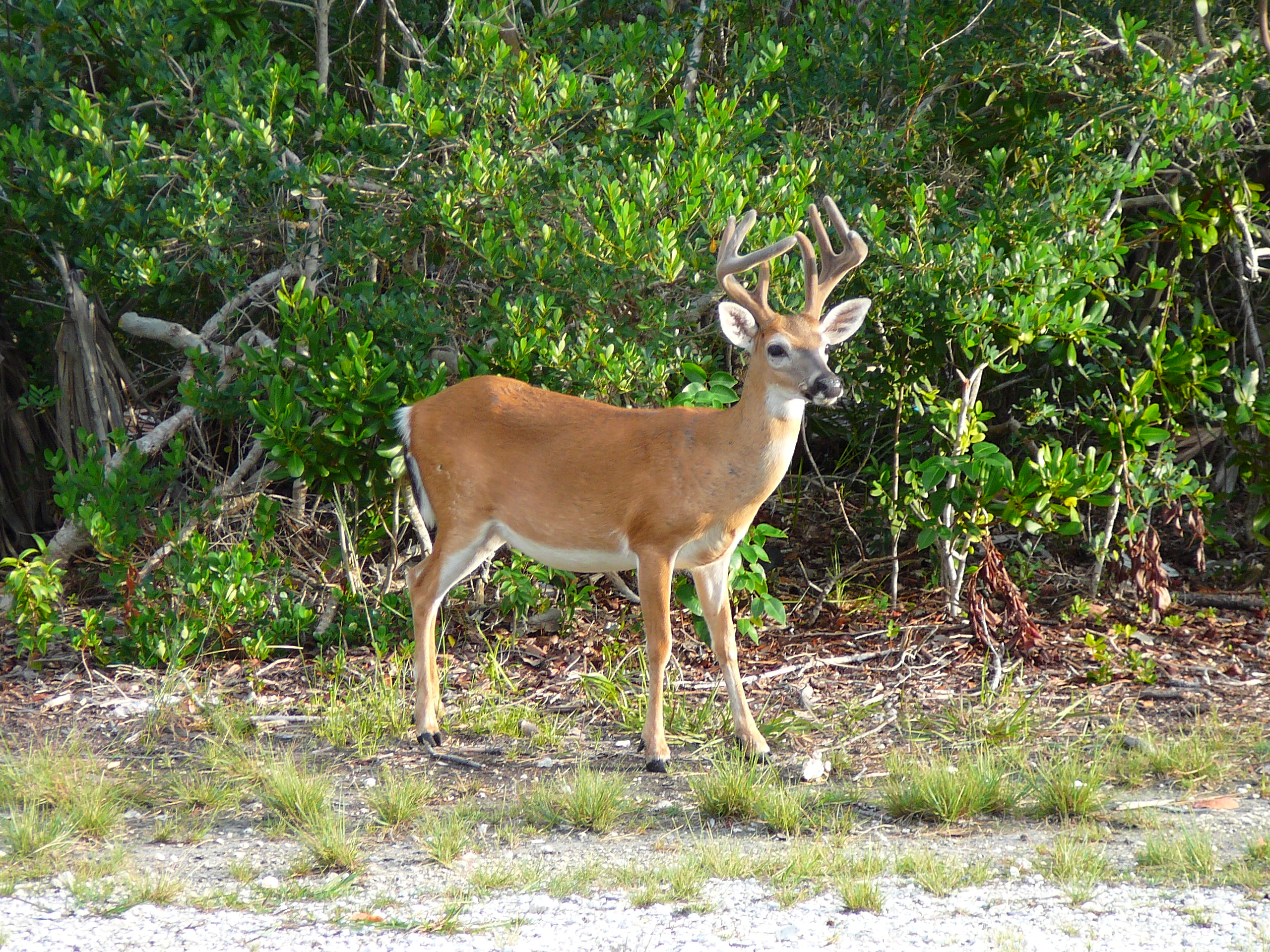
Cerf des Keys
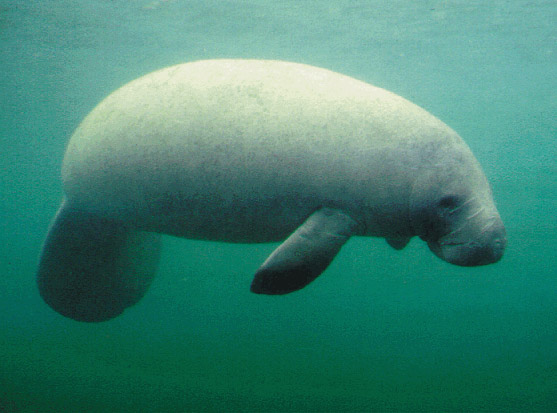
Lamantin de Floride

## Espèces invasives
La Florida Fish and Wildlife Commission recense 31 espèces de mammifères 196 espèces d'oiseaux, 48 espèces de reptiles, quatre espèces d'amphibiens et 55 espèces de poissons qui ne sont pas originaires de Floride. Parmi les espèces les plus dangereuses pour l'environnement : 
- Bufo marinus
- Rat de Gambie (Cricetomys gambianus)
- Varan du Nil (Varanus niloticus)
- Python molurus (Python molurus bivittatus)
- Fourmi de feu rouge